# 莱昂·比尔克霍尔茨
莱昂·比尔克霍尔茨（波蘭語：Leon Birkholc，1904年4月16日—1968年4月26日），波兰男子赛艇运动员。他曾代表波兰参加1928年夏季奥林匹克运动会赛艇比赛，获得男子四人单桨有舵手铜牌。